# 金丸氏
金丸氏（かねまるし/かなまるし）は、日本の氏族の一つ。
1. 山梨県に甲斐源氏武田信重流の武家[1]。
2. 栃木県に藤原道長の子藤原北家長家流（那須国造?）と称した那須資藤の子那須資国の子孫が金丸を称す[2]。
3. 山梨県に甲斐伴氏である宮原哲家の子孫市部氏から分かれた庶家が金丸氏を称す。

## 金丸氏（甲斐武田氏流）
甲斐守護武田信重の子、武田光重が金丸を称したのに始まる。『甲斐国志』によればかつて存在した鞠部氏系の金丸氏の名跡を復興させるかたちで金丸氏を称したという。
光重は子がなく、一色氏から一色藤次（光信）が養子となって継いだ。藤次の子・虎嗣、虎嗣の子・虎義と続いた。
武田信虎、晴信（信玄）期には金丸筑前守（『甲斐国志』では「虎義」）が活躍した。『甲斐国志』によれば、虎義は現在の南アルプス市徳永の地を領していたと言われ、光信（藤次）開祖とされている曹洞宗寺院の長盛院や、中世の土豪屋敷跡の遺構である金丸氏屋敷跡がある。
虎義の長男・平三郎昌直は信玄に仕えたが永禄3年（1560年）3月横死したため、四男の定光が金丸氏を継いだ。次兄昌続（金丸平八郎）が土屋氏を名乗り、三兄・昌詮は秋山虎繁（信友）の養子になっていたためである。定光は信玄・勝頼と仕えたが、天目山の戦いで最後まで勝頼に従い、自害して果てた。このとき実弟の土屋昌恒・秋山親久も死去している。
金丸定光の子・定信は生き延び、甲斐国を徳川家が領すると、徳川家康から御朱印を賜ったと伝わる。定信の長子・吉次の子孫は数代浪人していたが、利八のとき巨摩郡今諏訪村（現・南アルプス市）の里長となり、苗字帯刀を止めたという。定信の次子・重次は徳川忠長に従ったといい、その系統は重良が徳川家綱のとき漆奉行・小普請などを歴任するなど旗本となったが、重良から重政・信乗と続いた後、四郎兵衛定曹のとき江島生島事件に連座して子息共々重追放となり、家は断絶した。（『山梨県姓氏歴史人物大辞典』）
また、金丸正直は徳川家康に旗本として仕えた。

### 系譜
```
　　　　　　　　　　　　　　　
金丸光重
（
武田信重
の子）
　　　　　　　　　　　　　　　　　∥
　　　　　　　　　　　　　　　　　藤次（光信、
一色藤直
の子）
　　　　　　　　　　　　　　　　　┃
　　　　　　　　　　　　　　　　　虎嗣
　　　　　　　　　　　　　　　　　┃
　　　　　　　　　　　　　　　　　
虎義

　　┏━━━━┳━━━━┳━━━━╋━━━┳━━━━━┳━━━┓

秋山親久
　
金丸正直
　
土屋昌恒
　
金丸定光
　
秋山昌詮
　
土屋昌続
　
金丸昌直

　　　　　　　　　　　　　　　　　┃
　　　　　　　　　　　　　　　　　定信
　　　　　　　　　　　　　　┏━━┫
　　　　　　　　　　　　　　重次　吉次
　　　　　　　　　　　　　　┃
　　　　　　　　　　　　　　重良
　　　　　　　　　　　　　　┃
　　　　　　　　　　　　　　重政
　　　　　　┏━━━┳━━━┫
　　　　　定曹　多門正豊　長四郎某
　　　　　　　　　　　　　　∥
　　　　　　　　　　　　　　定曹
　　　　　　　　　　　┏━━┫
　　　　　　　　　　虎光　又三郎某
```

＊重良以後は『断家譜』による。　